# Tanaka Keita
Keita Tanaka (田中 恵太 Tanaka Keita, sinh ngày 26 tháng 12 năm 1989) là một cầu thủ bóng đá người Nhật Bản thi đấu cho Mito HollyHock.

## Sự nghiệp
Sau 4 năm ở đội bóng Đại học Meiji, Tanaka ký hợp đồng với Nagano Parceiro. Khoảng thời gian 3 năm mang Tanaka đến FC Ryūkyū, nơi anh được kế thừa chiếc băng đội trưởng vào năm 2016 sau khi gia hạn hợp đồng.

## Thống kê câu lạc bộ
Cập nhật đến ngày 23 tháng 2 năm 2018.
| Thành tích câu lạc bộ | Thành tích câu lạc bộ | Thành tích câu lạc bộ | Giải vô địch | Giải vô địch | Cúp                   | Cúp                   | Tổng cộng | Tổng cộng |
| Mùa giải              | Câu lạc bộ            | Giải vô địch          | Số trận      | Bàn thắng    | Số trận               | Bàn thắng             | Số trận   | Bàn thắng |
| Nhật Bản              | Nhật Bản              | Nhật Bản              | Giải vô địch | Giải vô địch | Cúp Hoàng đế Nhật Bản | Cúp Hoàng đế Nhật Bản | Tổng cộng | Tổng cộng |
| --------------------- | --------------------- | --------------------- | ------------ | ------------ | --------------------- | --------------------- | --------- | --------- |
| 2012                  | Nagano Parceiro       | JFL                   | 16           | 1            | 1                     | 0                     | 17        | 1         |
| 2013                  | Nagano Parceiro       | JFL                   | 26           | 6            | 4                     | 0                     | 30        | 6         |
| 2014                  | Nagano Parceiro       | J3 League             | 14           | 0            | 0                     | 0                     | 14        | 0         |
| 2015                  | FC Ryūkyū             | J3 League             | 29           | 9            | 2                     | 3                     | 31        | 12        |
| 2016                  | FC Ryūkyū             | J3 League             | 29           | 13           | 2                     | 1                     | 31        | 14        |
| 2017                  | Mito HollyHock        | J2 League             | 4            | 0            | 1                     | 0                     | 5         | 0         |
| 2017                  | FC Ryūkyū             | J3 League             | 16           | 7            | 0                     | 0                     | 16        | 7         |
| Tổng                  | Tổng                  | Tổng                  | 134          | 36           | 10                    | 4                     | 144       | 40        |